# Pseudodiastrophische Dysplasie
Das Burgio-Syndrom ist eine sehr seltene, schon vorgeburtlich fassbare angeborene Störung (Dysplasie) mit frühem Sterberisiko. Hauptmerkmal sind Luxationen (Ausrenkungen) mehrerer Gelenke. Das Syndrom besteht aus Verkürzung von (hauptsächlich) Oberarm und Oberschenkel, schweren Klumpfuß-Deformitäten, Luxationen am Ellenbogen sowie der Fingermittelgelenke, Plattwirbel und Skoliose.
Synonyme sind: Pseudodiastrophische Dysplasie; PDD (englisch Multiple joint dislocations, short stature, craniofacial dysmorphism, with or without congenital heart defects)
Die Erkrankung wird nach dem Erstbeschreiber von 1974, dem sizilianischen Kinderarzt Giuseppe Roberto Burgio benannt.
Da das Krankheitsbild dem der Diastrophischen Dysplasie ähnelt, eine solche "vortäuscht", wird sie nach altgriechisch ψεῦδος pseudos, deutsch ‚unecht, vorgetäuscht‘ als "Pseudodiastrophische Dysplasie" bezeichnet.

## Vorkommen
Die Häufigkeit wird auf unter 1 zu 1 Million geschätzt. Die Vererbung erfolgt autosomal-rezessiv.

## Ursache
Der Erkrankung liegen entweder Mutationen im B3GAT3-Gen auf Chromosom 11 Genort q12.3 zugrunde, welches für die Galactosylgalactosylxylosylprotein 3-beta-glucuronosyltransferase 3 kodiert oder im CANT1-Gen auf Chromosom 17 Genort q25.3, das für die Calcium-activated nucleotidase-1 kodiert. Letzteres Gen ist auch beim Desbuquois-Syndrom und der Multiplen epiphysären Dysplasie Typ 7 beteiligt.

## Diagnose
Klinisch charakteristisch sind:
- rhizomele Verkürzung der Extremitäten
- kurzgliedriger Kleinwuchs mit kurzem Hals
- Klumpfuß
- Kontrakturen
- Luxationen an Ellenbogen und Fingern.

Außerdem können eine Gaumenspalte und weitere Gesichtsauffälligkeiten vorliegen.
Im Röntgenbild finden sich zusätzlich Plattwirbel und eine Skoliose.

## Differentialdiagnose
Abzugrenzen ist die Diastrophische Dysplasie.

## Therapie
Eine ursächliche Behandlung existiert nicht, symptomatisch können der Klumpfuß, Kontrakturen sowie die Skoliose angegangen werden.
Die Sterblichkeit in den ersten Lebensjahren wird als hoch beschrieben.